# نهر بيس
نهر بيس Beas River هو نهر في شمال الهند. يأتي النهر من جبال الهيمالايا بوسط ولاية هيماشال براديش بالهند، ويتدفق لمسافة حوالي 470 كيلومتر (290 ميل) إلى أن يلتقي نهر ستلج في ولاية البنجاب الهندية. يبلغ طوله الإجمالي 470 كيلومتر (290 ميل) ويحتل مستجمعه المائي مساحة تُقدَّر بحوالي 20,303 كيلومتر مربع (7,839 ميل2).
اعتبارًا من عام 2017، يعد النهر موطنا لسكان صغيرين منعزلين من دولفين إندوس.

## أصل التسمية
فيدا فياسا (Veda Vyasa) هو اسم نهر بيس، كما ورد في ملحمة ماهابهاراتا الهندية؛ حيث يقال إن مؤلفها اشتق الاسم من اسم بحيرة فياس كوند (Vyas Kund)، التي هي مصدر ذلك النهر.
وفق الملحمة فإن قبل تسمية Veda Vyasa ، كان نهر Vipasa يُعرف باسم Saraswathi. حاول ريشي فاشيشتا Rishi Vashishta ، الجد الأكبر لـ Vyasa، القفز إلى هذا النهر من على أحد التلال المطلة على النهر، وذلك للتضحية بروحه. ومع ذلك، فإن النهر غيَّر شكله ليصبح قاعًا رمليًا، فأنقذ الجد من الموت. وبسبب هذا الحادث، اختار ريشي أن يستقر بالقرب من النهر، واتخذه مكانًا للإقامة لعدة سنوات. وبالتالي أصبح النهر يُعرف باسم فاشيشتا (من اسم ريشي). ويمكن أن نجد معبد Vashishta Brahmarishi في تلك القرية.
كان فاشيشتا، له ابن هو شاكتي، وهو والد بارشار ريشي Parashar. يعتبر بارشار مؤسس علم التنجيم الهندي Hindu Jyothisha، ومن مؤلفاته Parashar Hora Shashtra. فيدا فياسا Veda Vyasa هو ابن باراشار.
بعد الاستقرار بالقرب من النهر، أنشأ ريشي فاشيشتا قبيلة له في المنطقة. وكان يعبد اللورد شيفا في هذا المكان، مما أدى إلى ظهور اسم "Rajeshwar" للورد شيفا في المنطقة.
ورد في Rig- veda أن اسم النهر هو نهر Vipāś، وهو ما يعني «بلا قيود»،  في النصوص السنسكريتية اللاحقة أُطلق عليه اسم Vipāśā.
أطلق الإغريق القدماء على النهر اسم Hyphasis (باليونانية: Ύφασης)‏،  بينما أطلق عليه بلينيوس اسم Hypasis، وهو تقريب إلى اسم Vipāś في الفيدية. هناك أسماء تقليدية أخرى مثل Hynais ، Bipasis ، Bibasis.
في العصر الحديث كان يطلق عليه أيضا Bias أو Bejah. 

## التاريخ

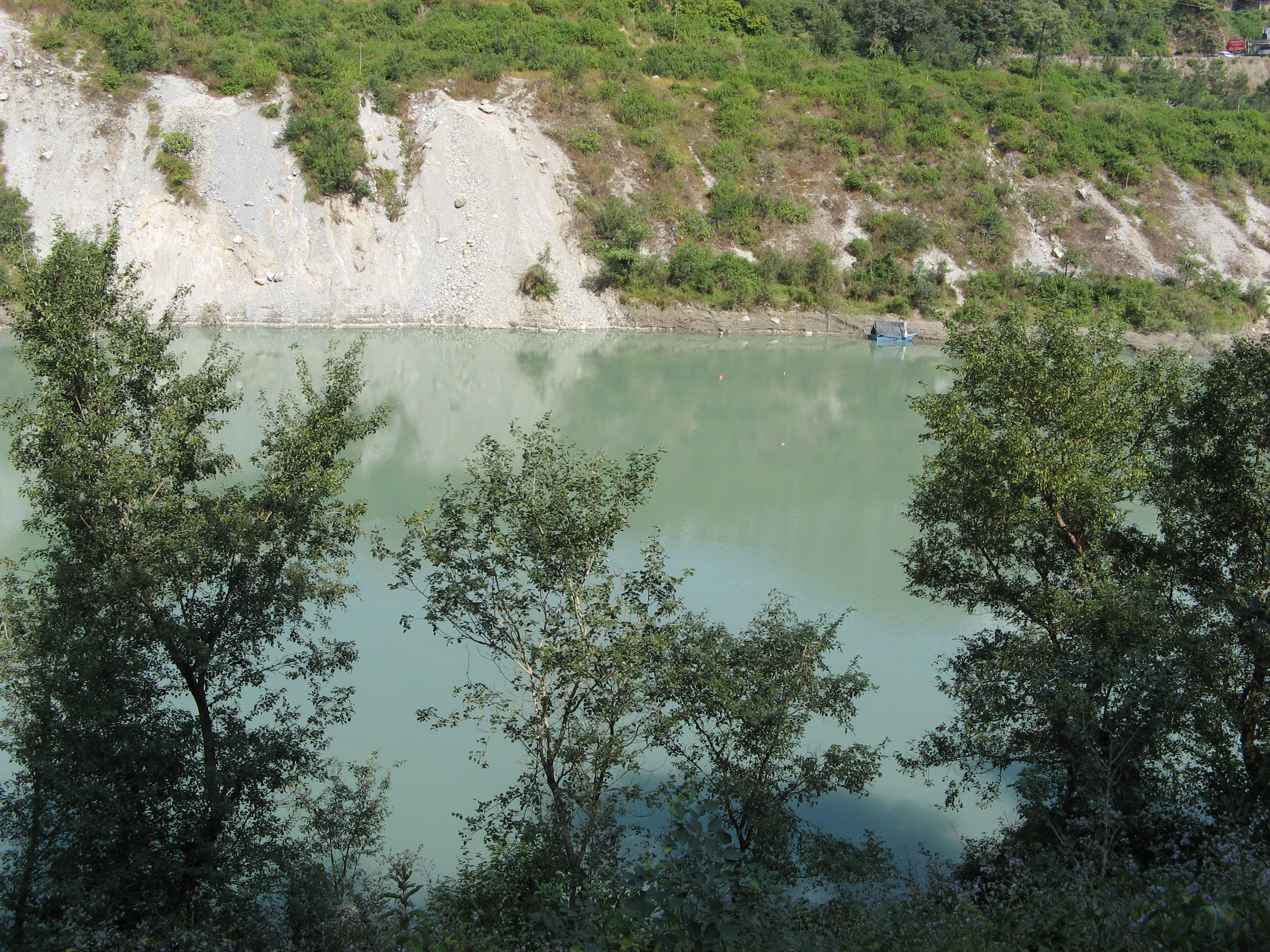
نهر بيس في هيماشال براديش

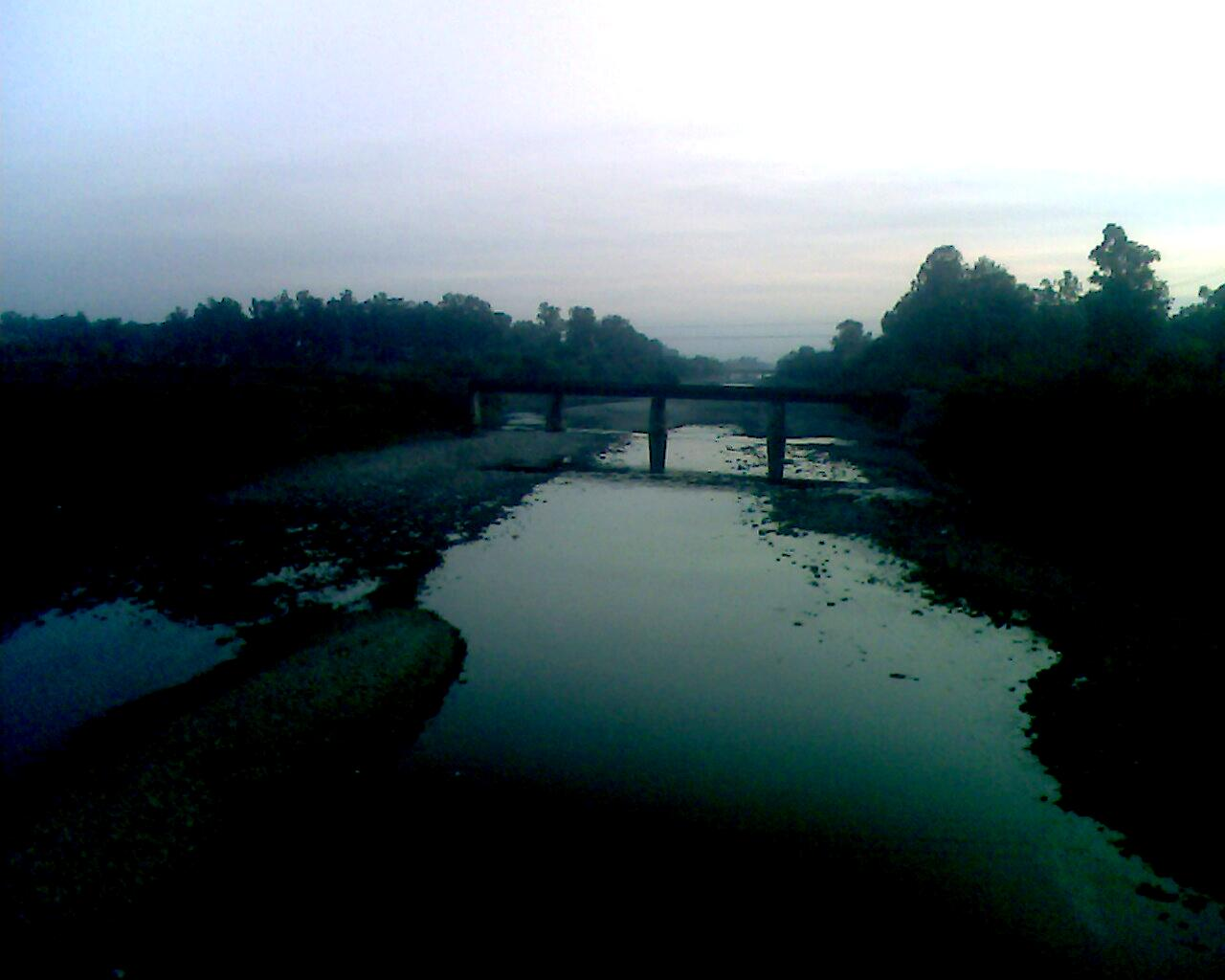
نهر بيس في باثانكوت

يُعد نهر بيس بمثابة الحدود الشرقية لغزوات الإسكندر الأكبر في عام 326 قبل الميلاد. كان واحدًا من الأنهار التي سببت مشاكل في غزو الإسكندر للهند. حيث تمردت قوات الاسكندر هنا في عام 326 قبل الميلاد، ورفضوا الذهاب إلى أبعد من ذلك؛ لقد كانوا بعيدا عن منازلهم لمدة ثماني سنوات. فأغلق الإسكندر على نفسه في خيمته لمدة ثلاثة أيام، ولكن عندما لم يغير جنوده قرارهم، استسلم، وقام برفع اثني عشر مذبحًا ضخمًا لتحديد حد ومجد بعثته. 
وفقًا لكافياميمانسا في راجاسيخارا، امتدت أراضي مملكة غورجارا - براتيهارا ملك ماهيبالا الأول حتى المسار العلوي لنهر بيس في الشمال الغربي.
في القرن العشرين، تم تطوير النهر في إطار مشروع بيس لأغراض الري وتوليد الطاقة الكهرومائية. في المرحلة الثانية تم الانتهاء من سد بونغ في عام 1974، تليها مرحلة تطوير حوالي 140 كيلومتر (87 ميل) إلى المنبع، وإقامة سد باندوه في عام 1977. استخدم سد بونغ في البداية لتوفير الري أسفل تلوارة، لكنه سرعان ما تم تطويره أيضًا لتوليد الطاقة؛ بإنشاء محطة توليد الكهرباء بقدرة 360 ميجاوات المثبتة على ذلك السد. يحول سد باندوه النهر عبر نظام من الأنفاق والقنوات إلى محطة كهرباء Dehar التي تنتج 990 ميجاوات على نهر ستلج، الذي يربط كلا النهرين. 

## مسار النهر
يسير النهر على ارتفاع 4,361 متر (14,308 قدم) فوق مستوى سطح البحر على الوجه الجنوبي لممر روهتانغ في كولو. ثم يجتاز مقاطعة مندي ويدخل منطقة كانجرا في Sandhol، على ارتفاع 590 متر (1,940 قدم) فوق مستوى سطح البحر. خلال مساره يوجد العديد من العبارات لعبور نهر بيس. بالقرب من Reh في منطقة كانجرا ينقسم النهر إلى ثلاث قنوات، ثم تتوحد بعد مرور ميرثال، على ارتفاع 300 متر (980 قدم) فوق مستوى سطح البحر. عند لقاء تلال سيفيك في هوشياربور، يلتف النهر بحدة شمالًا، ويشكل الحدود مع منطقة كانجرا. ثم الانحناء حول قاعدة تلال Sivalik، ثم يأخذ الاتجاه الجنوبي، ويفصل بين منطقتي Gurdaspur و Hoshiapur. بعد وصوله لمنطقة جالاندهار بمسافة قصيرة، يشكل النهر الحدود بين أمريتسار وكابورتالا. وأخيراً، ينضم نهر بيس إلى نهر ستلج على الحدود الجنوبية الغربية لمنطقة كابورتالا في البنجاب بعد مجرى يبلغ إجمالي طوله حوالي 470 كيلومتر (290 ميل). أهم روافد نهر بيس هي Bain و Banganga و Luni و Uhal. يستمر نهر ستلج في البنجاب الباكستاني وينضم إلى نهر تشيناب في Uch بالقرب من Bahawalpur لتشكيل نهر Panjnad؛ وهذا الأخير بدوره ينضم إلى نهر السند في ميتهانكوت.
يتم تخصيص مياه نهر بيس للهند بموجب شروط معاهدة Indus Waterers بين الهند وباكستان.

## حوادث
في 8 يونيو 2014، غرق 24 من طلاب الهندسة ومشغل واحد من الجولات السياحية عندما تم فتح بوابات الفيضان في سد لارجي، دون تحذيرات وإجراءات مناسبة. ارتفع مستوى الماء فجأة إلى 1.5 -1.8 مترًا، وحمل التيار الطلاب بعيدا.

## التلوث
في 17 مايو 2018، تم العثور على عدد لا يحصى من الأسماك والحيوانات المائية الأخرى ميتة في نهر بيس بسبب إطلاق دبس السكر من أحد مصانع السكر التي تقع على شاطئه في قرية Kiri Afgana في منطقة Gurdaspur. وقد لاحظ السكان المحليون أن لون النهر قد تغير إلى لون الصدأ البني وأن الأسماك الميتة تطفو على سطح النهر. أمرت هيئة مكافحة التلوث في البنجاب بإغلاق المصنع وبدأ التحقيق. وصدر قرار بالغلق وبغرامة قدرها Rs. 25 lakh بسبب هذا الإهمال الذي أدى لتلوث النهر.